# Leopold Kober
Leopold Kober (* 21. September 1883 in Pfaffstätten; † 6. September 1970 in Hallstatt) war ein österreichischer Geologe und von 1923 bis 1954 Universitätsprofessor an der Universität Wien.
Kober wuchs in Baden (Niederösterreich) auf und machte dort seine Matura. Er wurde 1908 bei Viktor Uhlig an der Universität Wien in Geologie promoviert. Neben Feldstudien in den Alpen war er auch in Nordarabien und dem Taurus-Gebirge. 1913 habilitierte er sich bei Eduard Suess. Im Ersten Weltkrieg war er vier Jahre in russischer Kriegsgefangenschaft in Kasan und Taschkent, die er zu geologischen Studien nutzte. 1923 wurde er außerordentlicher Professor und 1937 als Nachfolger von Suess ordentlicher Professor an der Universität Wien. In den 1920er Jahren bereiste er zu Feldstudien mit eigenem Auto die mediterranen Kettengebirge. Nach dem Zweiten Weltkrieg baute er das Geologische Institut wieder auf und emeritierte 1954.
Kober war ein bekannter Forscher über den Aufbau der Alpen und die Deckenlehre und führte die Gebirgsbildung – entsprechend einer damals weitverbreiteten Lehrmeinung – auf die Kontraktion der Erde zurück. Er verfasste 15 Lehrbücher, mit denen er die nächsten Geologen-Generationen prägte, und über 100 geowissenschaftliche Fachartikel.
Er erhielt 1925 den Grand Prix Cuvier der Französischen Akademie der Wissenschaften, 1953 die Ehrenmedaille der Stadt Wien, 1958 die Eduard-Suess-Gedenkmünze und die Körner-Medaille für Wissenschaften. 1954 wurde er Mitglied der Geological Society of London.

## Schriften
- Leitfaden der Geologie für Mädchenlyceen, Wien 1919
- Der Bau der Erde. Eine Einführung in die Geotektonik, Gebrüder Borntraeger, Berlin, 1921, 2. Auflage 1928
- Lehrbuch der Geologie, Verlag Hölder-Pichler-Tempsky, Wien 1923
- Bau und Entstehung der Alpen, Gebrüder Borntraeger, Berlin 1923, 2. Auflage, Wien, Deuticke 1955
- Gestaltungsgeschichte der Erde, Gebrüder Borntraeger, Berlin 1925
- Geologie der Landschaft von Wien, Springer Verlag 1926
- Das Werden der Alpen, Karlsruhe 1927
- Das alpine Europa, Gebrüder Borntraeger 1931
- Der geologische Aufbau Österreichs, Springer Verlag 1938
- Weltbild der Erdgeschichte, Verlag Gustav Fischer, Jena 1932
- Gebirgsbau der Erde, Handwörterbuch der Naturwissenschaften, Band 4, 2. Auflage, Jena 1933, S. 730–778
- Die Orogentheorie. Ein geologisches Gestaltungsbild, Scientia, Mailand, Band 59, 1933
- Tektonische Geologie, Gebrüder Borntraeger, Berlin 1942
- Wiener Landschaft, Touristik Verlag, Wien 1947
- Vom Bau der Erde zum Bau der Atome. Grundlagen und Grundlinien des modernen kosmo-geologischen Weltbildes, Universum Verlag, Wien 1949